# Хоменко Олексій Володимирович
Олексі́й Володи́мирович Хоме́нко (нар. 28 серпня 1994) — український футболіст, півзахисник аматорського клубу «Мункач» (Мукачеве).

## Життєпис

### Ранні роки
Вихованець ДЮСШ «Молодь» (Полтава). Із 2007 по 2011 рік провів у першості та чемпіонаті ДЮФЛ 59 матчів, забивши 4 голи.

### Клубна кар'єра

#### «Волинь»
Улітку 2012 року приєднався до складу луцької «Волині», провів 17 поєдинків (забив 1 м'яч) за юнацьку (U-19) та 4 гри за молодіжну (U-21) команди «хрестоносців», проте жодного разу не зіграв за основний склад.

#### «Говерла»
Улітку 2013 року став гравцем ужгородської «Говерли». 13 липня того ж року дебютував за молодіжну (U-21) команду закарпатців у виїзному матчі проти донецького «Шахтаря». 16 квітня 2016 року дебютував у складі «Говерли» в домашній грі Прем'єр-ліги проти київського «Динамо», замінивши на 84-й хвилині Олексія Савченка. Загалом провів 4 матчі у Прем'єр-лізі.

#### «Мункач»
Із серпня 2016 року виступає за аматорський мукачівський клуб «Мункач» у турнірах ФФЗ.

## Статистика
Статистичні дані наведено станом на 7 травня 2016 року
| Клуб      | Ліга         | Сезон   | Чемпіонат | Чемпіонат | Кубок | Кубок | U-21 | U-21 |
| Клуб      | Ліга         | Сезон   | Ігри      | Голи      | Ігри  | Голи  | Ігри | Голи |
| --------- | ------------ | ------- | --------- | --------- | ----- | ----- | ---- | ---- |
| «Волинь»  | Прем'єр-ліга | 2012/13 |           |           |       |       | 4    | 0    |
| «Говерла» | Прем'єр-ліга | 2013/14 |           |           |       |       | 20   | 3    |
| «Говерла» | Прем'єр-ліга | 2014/15 |           |           |       |       | 18   | 0    |
| «Говерла» | Прем'єр-ліга | 2015/16 | 4         | 0         |       |       | 12   | 0    |